# Moskvič 2138
Moskvič 2138 (rusky Москвич-2138) také známý jako Moskvič 1360 byl osobní automobil, který vyráběla automobilka ALZK (Automobilový Závod Leninského Komsomolu). Byl to Moskvič 408 s upravenou karoserií.

## Historie
Kvůli zastaralosti karoserie vozů Moskvič 408 a Moskvič 412 bylo třeba vyvinout nový typ. Stejným způsobem, jako byl inovován Moskvič 412 na Moskvič 2140, byl změněn i Moskvič 408 a přejmenován na Moskvič 2138. Od Moskviče 2140 se liší motorem. Výroba byla zahájena v roce 1976. Motor Moskviče 2138 byl zastaralý a slabý už v polovině 70. let, proto byla v roce 1981 výroba ukončena.

## Odvozené modely
- Moskvič 21381
- Moskvič 2136 – kombi
- Moskvič 2733 – dodávka (1976–1981)